# 杨芳林乡
杨芳林乡，是中华人民共和国湖北省咸寧市通山县下辖的一个乡镇级行政单位。

## 行政区划
杨芳林乡下辖以下地区：
杨芳社区、新丰村、郭家岭村、高桥头村、株林村、杨芳村、晓泉村、横溪村、西庄村和寺口村。